# Malcolm Arnold
Sir Malcolm Arnold CBE (Northampton, Anglaterra, 21 d'octubre de 1921 - Norfolk, 23 de setembre de 2006) va ser un dels més importants compositors britànics, tant en la seua faceta de compositor d'obres de concert com en la cinematogràfica. La seva extensa producció, sempre tonal, sovint es basa en melodies populars, plena de color i exuberància, mostrant una àmplia gamma d'influències que van des de Hèctor Berlioz fins a les corrents nacionalistes europees.

## Biografia
Va nàixer a Northampton el 21 d'octubre de 1921. Malcolm era el més jove de cinc germans d'una pròspera família de sabaters de Northampton. Tot i dedicar-se al món del calçat, la seva família era plena de músics: els seus pares eren pianistes i la seva tia era violinista. El seu besavi era el compositor William Hawes, mestre de capella a la Chapel Royal. Fins als tretze anys, va rebre educació en diverses escoles de la zona; després, durant els quatre anys següents, va estudiar de manera privada a casa, especialment a càrrec de les seves tietes i posteriorment amb lliçons de música de l'organista de l'església de Sant Mateu a Northampton.
Impulsat per l'impacte que li va produir escoltar en directe a Louis Armstrong amb 12 anys, va estudiar trompeta amb Ernest Hall, un dels trompetistes més importants de l'època i membre de l'Orquestra Simfònica de la BBC, i composició sota la supervisió del talentós compositor i orquestrador Gordon Jacob en el Royal College of Music de Londres. L'estada en aquesta institució va ser una mica curta.
El 1942 va ingressar en l'Orquestra Filharmònica de Londres com a segon trompeta i, en menys d'un any, ja havia ascendit al lloc de trompeta principal, on va romandre fins a 1948, excepte un parèntesi el 1945 a causa de la Segona Guerra Mundial i un altre entre 1945 i 1946 en el que va estar en l'Orquestra de la BBC junt amb Ernest Hall. Si bé al començament de la guerra Arnold va ser objector de consciència, com altres músics destacats, el 1943, però, es va oferir com a voluntari per al servei militar, però va aconseguir la seva dispensa després de fer-se mal disparant-se al peu.
El seu treball en l'orquestra li va proporcionar un excel·lent coneixement de les seves característiques i estructuració. Durant aquesta etapa va participar en l'estrena d'obres de George Gershwin i Béla Bartók, a més de la representació i gravació de totes les simfonies de Gustav Mahler, sota la batuta dels directors més importants de l'època, com Anatole Fistoulari o Leonard Bernstein en el cas de la Cinquena Simfonia de Txaikovski. Tot això va contribuir a desenvolupar els seus dots d'orquestrador, faceta en què destacarà posteriorment. Durant aquests anys, va continuar el seu treball com a compositor, amb una sèrie d'obres que incloïen la popular obertura Beckus the Dandipratt, un Concert per a clarinet i una Simfonia per a cordes, així com una varietat de música de cambra que incloïa les Three Shanties per a vent. Va rebre una gran ajuda en direcció d'Eduard van Beinum, qui va ser un dels primers directors importants a reconèixer la música d'Arnold.
Durant la dècada de 1960, es va establir a Cornualla, on va implicar-se estretament en les activitats musicals de la regió. Posteriorment, el 1972, va mudar-se a Dublín, on va residir durant cinc anys, i finalment, el 1977, es va traslladar a Norfolk, trobant-hi un ambient acollidor. La seva música va ser àmpliament requerida per a bandes sonores cinematogràfiques al llarg d'aquests anys, arribant a compondre prop de vuitanta d'elles. Les més reconegudes incloïen The Bridge on the River Kwai, de David Lean i per la que va guanyar un Oscar, The Inn of the Sixth Happiness, de Mark Robson, i The Sound Barrier, també de David Lean. Va crear concerts per a una àmplia gamma d'instruments com la flauta, la guitarra, l'harmònica, la trompa, l'oboè, l'orgue, a més de concerts per a duet de piano i dues composicions per a dos pianos, una d'elles dissenyada per a tres mans, pensada per als pianistes Cyril Smith i Phyllis Sellick. A més, va compondre concerts per a flauta de bec, trompeta, viola i dos violins. No es va limitar a això, sinó que també va escriure nou simfonies numerades, sinfoniettes, obertures de concert i altres peces per a orquestra, demostrant una àmplia producció compositiva. La seva música de cambra també va ser molt diversa i extensa en la seva creació.

## Vida personal
El 1941 es va casar. Fruit del matrimoni van ser dos fills, Katherine i Robert. El seu caràcter autodestructiu (amb 20 anys li va ser diagnosticada una esquizofrènia) i la propensió a l'alcoholisme, units a l'efecte devastador que en ell provocaven les crítiques cada vegada més adverses a la seva obra, van acabar per destrossar el matrimoni. Es va divorciar el 1965 per a tornar a casar-se precipitadament el mateix any, després de deixar embarassada a la que seria la segona esposa. Després de l'època daurada, que comprèn els anys 50 i els 60, la crítica va començar a menysprear la música de Malcolm Arnold, situada, a parer seu, fora del moment històric musical. Mentre que l'atonalitat, el serialisme i altres corrents avantguardistes s'obrien pas en el món de la música culta, Arnold continuava recorrent a un estil melòdic, tonal, d'aire neoromàntic, d'èxit popular i com a continuador de Richard Strauss, Gustav Holst, Dmitri Xostakóvitx i fins i tot Aaron Copland, però que se situava al marge del camí irreversible que la música havia pres cap a nous sons. El complex caràcter d'Arnold, combinat amb aquest rebuig i els atacs mentals que patia el seu tercer fill, que patia autisme, el van portar a un nou divorci l'any 1975 i a un intent de suïcidi.
El 1979, després d'un nou atac mental, va ingressar en l'hospital psiquiàtric de St. Andrews, on va romandre fins al 1984. Durant aquests set anys de crisi mental no va compondre cap obra, la qual cosa contrasta amb el frenètic ritme de producció que havia portat anteriorment. Durant aquesta etapa de crisi mental, en la que Arnold tornaria a intentar suïcidar-se, va trencar relacions amb els seus fills, en sentir-se incomprès per ells. En ser donat d'alta el 1984, i sense recursos econòmics, va conèixer Anthony Day, assistent social, qui el va allotjar en el seu domicili i va rectificar la seva situació econòmica precària. D'aquesta manera, Day es va convertir en el seu assistent i mànager comercial.
A partir de l'obtenció del títol de Sir, que la reina Isabel II d'Anglaterra li va atorgar el 1993, han estat múltiples i variats els homenatges que ha rebut. El juny del 2006, la Universitat de Northampton li va concedir un Doctorat Honorari en homenatge a la seva carrera musical. El món de la música anglesa tracta així de compensar els anys en què va ignorar la seva producció musical.
Malcolm Arnold va deixar la composició l'any 1990, entre altres motius a causa del seu delicat estat de salut. Els darrers anys va viure a Attleborough (Norfolk, Anglaterra) amb Anthony Day. El seu estat de salut era delicat, sense cap desig de crear més música. Tanmateix, es mostrava molt satisfet de la seva extensa obra.
Va morir el 23 de setembre de 2006 a causa d'una infecció pulmonar.

## Compositor de bandes sonores
Els seus primers treballs en aquest camp van ser documentals, però de seguida va saltar a la pantalla amb Badger's Green l'any 1948. En els anys 1950, va establir una sòlida relació professional amb David Lean: Arnold aviat es convertiria en el seu compositor preferit. Fruit d'aquesta relació són les bandes sonores de les pel·lícules Hobson's Choice, El pont sobre el riu Kwai, per la que Arnold obtindria un Oscar a la millor banda sonora el 1957 i que va compondre en tan sols deu dies i La barrera del so. Una altra de les seues bandes sonores més famoses, i per la que va obtenir el Premi Ivor Novello a la millor banda sonora, és la de L'alberg de la sisena felicitat (1958), protagonitzada per Ingrid Bergman, en la que l'orquestració de la cançó popular anglesa The Children's Marching Song esdevingué una de les seues músiques més populars. Un any després, el 1959, va compondre, amb la col·laboració de Buxton Orr, la banda sonora de De sobte, l'últim estiu, de Joseph L. Mankiewicz, per la que va obtenir una nominació a la millor banda sonora en els Premis Laurel. Malgrat el seu enorme èxit en aquest terreny, Arnold va rebutjar compondre la música de Lawrence d'Aràbia, tot i que després se'n penediria. Després de moltes altres bandes sonores - al llarg de la seua vida ha compost més de 100 - es va acomiadar de la música per a cine el 1970, amb David Copperfield, un dels seus treballs més recordats pel públic. Malgrat el prestigi i rendiments econòmics que aquesta activitat cinematogràfica li va proporcionar, ell sempre ha desitjat ser reconegut per la seua producció musical formal.

## Compositor de música formal

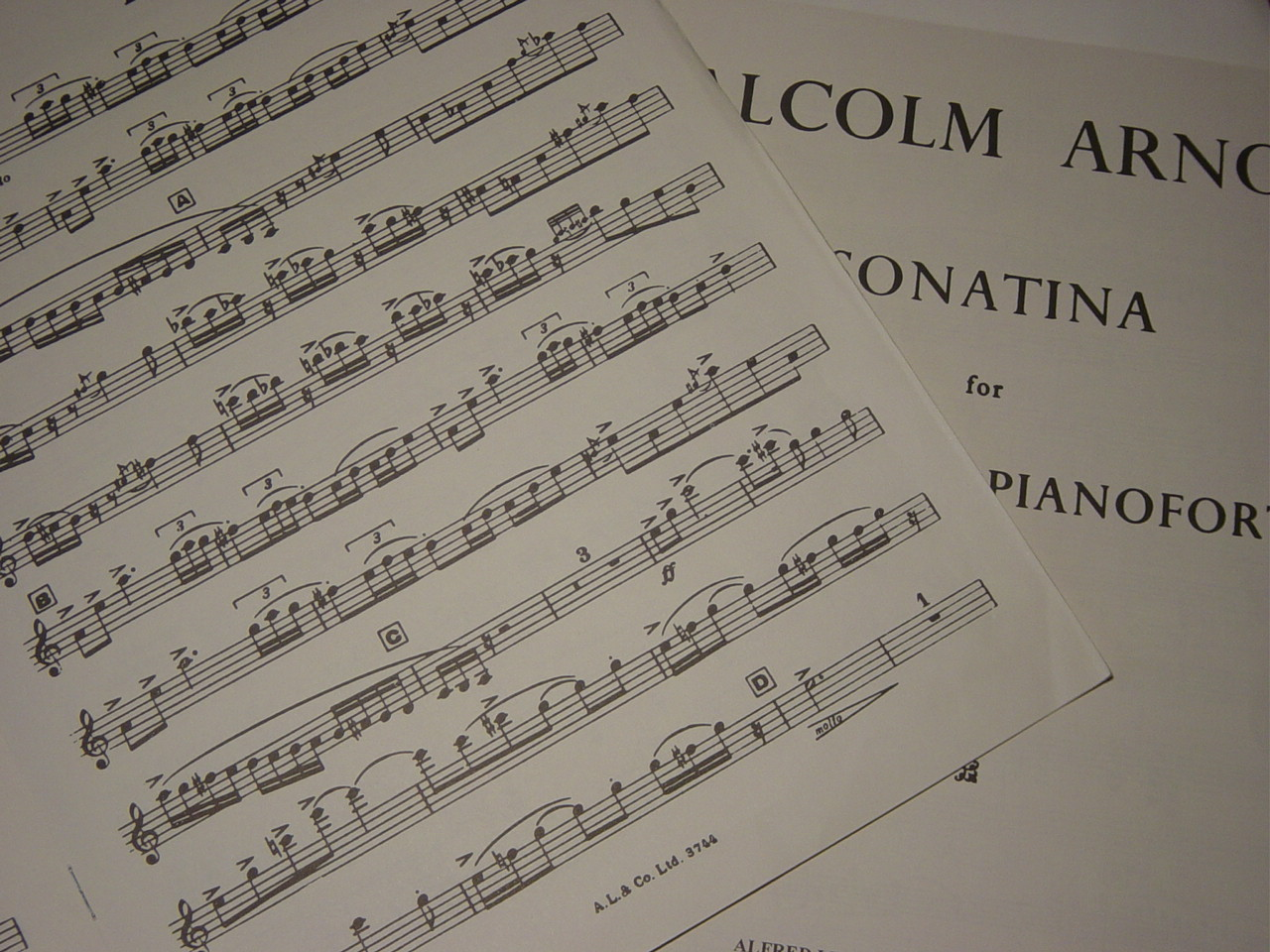
Sonatina per a Clarinet i Piano, op. 29 de Malcolm Arnold

Entre la seua producció musical formal (molt extensa, fins a l'opus 142) destaquen les seues nou simfonies, compostes entre 1949 i 1986. Totes elles reflecteixen l'estat d'ànim de l'autor, per la qual cosa poden considerar-se autobiogràfiques. De fet l'última d'elles va ser composta, en tan sols divuit dies, al cap de poc de ser donat d'alta en l'hospital psiquiàtric de St. Andrews. Segons el mateix Arnold, les Simfonies són el treball més important de la seua vida, i en elles es troben, de fet, els principals elements del seu estil (constants canvis de textura, el recurs a essències melòdiques tradicionals i un hàbil tractament del ritme i de l'orquestració) combinats amb el més compromès de la seua personalitat creadora.
Va compondre, així mateix, diversos concerts per a diferents instruments (per a clarinet, un d'ells dedicat a Benny Goodman, per a flauta, oboè, trompa, trompeta, dos violins, violoncel…). El més interpretat i conegut probablement és el seu Concert per a Guitarra, compost originàriament per al guitarrista anglès Julian Bream.
També destaquen les seues obres de cambra. Entre elles, la Sonatina per a clarinet i Piano op. 29 (1951), escrita per al seu amic el clarinetista anglès Jack Thurston i amb nombroses reminiscències del jazz - tret característic de bona part de la seua producció - és la més coneguda i interpretada. De fet, s'ha convertit en indispensable en el repertori de clarinet, i figura en els programes oficials d'estudis dels principals conservatoris de música del món. Són relativament conegudes també la Sonatina per a oboè i piano op. 28 (1951), la sonatina i la sonata per a flauta així com el quintet de vent Three Shanties o el seu trio de vent Divertimento per a flauta, clarinet i oboè.
En el seu estil, clàssic però innovador, destaca el tractament de la dissonància conjugat amb belles parts melòdiques, oscil·lant entre ambdós gràcies a una particular habilitat creativa i a l'ús de tècniques estètiques de gran atractiu que connecten fàcilment amb el públic. Rebutja qualsevol classificació estilística, basculant entre obres d'aspecte innovador i altres de caràcter més clàssic. La seua versatilitat li ha permès compondre obertures orquestrals de clar caràcter dramàtic, com Peterloo Overture (1967), a manera d'homenatge a les víctimes mortals produïdes en un acte polític a Irlanda en el segle xix, i altres de to còmic com A grand, grand overture (1956), hilarant obra orquestral d'impecable factura en què inclou, junt amb l'orquestra, a tres aspiradores, una polidora de sòl i quatre rifles. Es tracta d'una obra d'especial valor simbòlic en la seua producció.
En la segona meitat de la seua vida, i com ja s'ha assenyalat, la crítica anglesa s'ha mostrat molt reticent davant de la música d'Arnold, la Simfonia núm. 9, per exemple, va patir una absoluta incomprensió. Fruit d'aquestes crítiques li va ser impossible d'estrenar aquesta última simfonia fins a l'any 1992, sis anys després de la seua finalització. La crítica també va rebutjar la seua versatilitat creadora: el 1969 va dirigir a la Royal Philharmonic Orchestra en l'estrena del Concert per a grup de rock i orquestra creat per Jon Lord, membre de Deep Purple, a qui Arnold va ajudar en l'orquestració d'aquest primer intent de mescla entre una orquestra clàssica i un grup de rock. Perquè els intel·lectuals prengueren seriosament la música d'Arnold, la versatilitat de dirigir a Deep Purple una setmana i compondre una obra per a banda de vent metall la següent era un obstacle evident. Arnold, en certa manera, era conscient d'això, però va anteposar el seu impuls creador a l'opinió de la crítica especialitzada.

### Nou simfonies
Les simfonies són el principal llegat musical de Malcolm Arnold. Encara que totes posseeixen elements comuns, cada una d'elles reflecteix de diferents maneres l'estil de l'autor. S'ha assenyalat ben sovint la influència de Mahler, tot i el distanciament conscient que Arnold mantenia vers el concepte que de la simfonia tenia el músic austríac.
Molt més evident és la influència de Dmitri Xostakóvitx. De fet, molts anomenen Malcolm Arnold "el Xostakóvitx anglès". La veritat és que ambdós compositors es van conèixer i van entaular amistat quan Arnold va visitar el Festival de primavera de Praga l'any 1957 com a representant de la Unió de Músics (Musicians' Union) anglesa. Segons sembla, el compositor nacionalista rus i membre del Partit Comunista Dmitri Kabalevski va estar present en aquestes entrevistes per a assegurar-se del "bon comportament" dels dos compositors més rebels de la música del segle xx. Una altra influència constant en tota la seua obra i reconeguda per ell mateix és la de Berlioz.
Altres influències geogràficament més pròximes serien les d'Edward Elgar, Benjamin Britten, les del seu amic el compositor anglès William Walton, o l'orquestració de l'anglès Gustav Holst en la seua obra The Planets (Els planetes).
Les simfonies cobreixen el període comprés entre 1949 i 1986, i tot i ser peces importants en el conjunt de la música del segle xx, i en concret en el recorregut històric de la simfonia, són molt poc conegudes més enllà del Regne Unit.

### Obres per a orquestra
- 1945 Divertimento for Orchestra opus 1
- 1946 Symphony for Strings opus 13
- 1949 Simfonia núm. 1 opus 22
- 1951 Symphonic Study "Machines" opus 30
- 1951 A Sussex Overture opus 31
- 1953 Simfonia núm. 2 opus 40
- 1957 Four Scottish Dances opus 59
- 1957 Toy Symphony opus 62
- 1957 Simfonia núm. 3 opus 63
- 1960 Simfonia núm. 4 opus 71
- 1961 Simfonia núm. 5 opus 74
- 1966 Four Cornish Dances opus 91
- 1967 Simfonia núm.6 opus 95
- 1968 Anniversary Overture opus 99
- 1973 Simfonia núm. 7 opus 113
- 1976 Philharmonic Concerto opus 120
- 1977 Variations for Orchestra opus 122
- 1978 Simfonia núm. 8 opus 124
- 1986 Four Irish Dances opus 126
- 1986 Symphony No 9 opus 128
- 1988 Four Welsh Dances opus 138
- 1990 A Manx Suite (Little Suite No 3) opus 142
- 1992 Hobson's Choice - Concert Suite
- Symphonic Suite for Orchestra opus 12

### Obres per a banda de música
- 1950 English Dances: Set I opus 27
- 1951 English Dances: Set II opus 33
- 1952 The Sound Barrier Rhapsody opus 38
- 1953 Homage to the Queen Suite opus 42
- 1953 Flourish for a 21st Birthday opus 44
- 1955 Fanfare for a Festival
- 1955 Tam O'Shanter Overture opus 51a
- 1956 A Grand Grand Overture opus 57, for 3 Vacuum Cleaners, 1 Floor Polisher, 4 Rifles and Orchestra
- 1956 Sarabande and Polka du Ballet Solitaire
- 1957 Four Scottish Dances opus 59
- 1957 H.R.H. The Duke of Cambridge March opus 60
- 1960 March: Overseas opus 70
- 1961 Two Symphonic Pieces opus 74a
- 1963 Little Suite for Brass-Band No. 1 opus 80
- 1963 Prelude, Siciliano und Rondo
- 1964 Water Music opus 82
- 1966 Four Cornish Dances opus 91
- 1967 Little Suite for Brass-Band No. 2 opus 93
- 1967 Coronation March (Thomas Merritt)
- 1967 The Padstow Lifeboat March opus 94
- 1967 Peterloo Overture opus 97
- 1972 Song of Freedom pour chœur et orchestre à vent
- 1973 Fantasy for Brass-Band opus 114a
- 1978 Symphony for Brass opus 123
- 1988 Robert Kett Overture opus 141
- 1989 Flourish for a Battle opus 139
- 1992 The Inn of the Sixth Happiness (Suite)
- A Flourish. opus 112
- Allegretto and Vivace for Concert Band opus 40a
- Anniversary Overture opus 99
- Attleborough opus 78a
- Little Suite for Brass Band No. 3 opus 131
- The Fair Field Overture opus 110